# گراهام کاکس (بازیکن فوتبال، زاده۱۹۵۹)
گراهام کاکس (انگلیسی: Graham Cox؛ زادهٔ ۳۰ آوریل ۱۹۵۹) بازیکن فوتبال اهل بریتانیا است.
از باشگاه‌هایی که در آن بازی کرده‌است می‌توان به باشگاه فوتبال هیلینگدون بورو، باشگاه فوتبال مارگیت، باشگاه فوتبال سلو تاون، و باشگاه فوتبال برنتفورد اشاره کرد.